# Perdiccas II
Pour les articles homonymes, voir Perdiccas.
Perdiccas II (en grec ancien : Περδίκκας Β΄), né au Ve siècle av. J.-C. et mort en 413 av. J.-C., est un roi de Macédoine de la dynastie des Argéades qui règne de 451 à 413 av. J.-C.

## Biographie

### Règne
Perdiccas est l'aîné des cinq fils d'Alexandre Ier qui portent tous les noms de prédécesseurs du défunt roi : Philippe (de), Alcétas, Amyntas et Ménélaos (ca).
Soit du fait d'une décision de son père, soit sous la pression de ses frères, Perdiccas II doit consentir lors de son avènement à un partage des possessions paternelles. Toutefois les frères du nouveau souverain, ne bénéficient pas tous de cette répartition. Ménélaos et Amyntas demeurent des personnages obscurs. Les cas d'Alcétas et surtout de Philippe sont très différents. 
Alcétas, sûrement le plus âgé, reçoit un territoire dont Perdiccas II le dépouilla, sans doute assisté de Philippe. Ce dernier conserve la souveraineté de longues années après la mort de leur père et noue des alliances étrangères : lors de son attaque contre la Macédoine en 429 av. J.-C., le roi des Thraces Sitalcès est accompagné d'un fils de Philippe nommé comme son oncle Amyntas, qu'il veut faire monter sur le trône de Macédoine.    

### Postérité et succession
Perdiccas II avait eu au moins deux fils, l'un nommé Archélaos avec Simiché, une esclave de son frère Alcétas, et l'autre avec son épouse légitime Cléopâtre, fils qui fut noyé à l'âge de 7 ans par son demi-frère Archélaos après la mort de leur père. 
Archélaos ayant ensuite attiré chez lui son oncle Alcétas et le fils de ce dernier nommé Alexandre, il les enivra puis les ayant mis sur son char, il les emmena dans la nuit pour les égorger (448 av. J.-C.).

## Famille

### Mariage et enfants
D’après le Gorgias de Platon, il eut avec Simiché (une esclave d'Alcétas, frère de Perdiccas) :
- Archélaos Ier.

Avec son épouse légitime, Cléopâtre, il eut :
- un fils.

À la mort de leur père, Archélaos noie son demi-frère de 7 ans en le jetant dans un puits (le fils de sa belle-mère Cléopâtre).